# Mikael Reis
Mikael Reis, född 1725, död okänt år, var en svensk historiemålare och porträttör verksam i Tyskland.
Han var son till perukmakaren i Stockholm Mikael Reis och Helena Balck. Det finns lite uppgifter om Reis liv och utbildning men man vet att han 1760 målade ett helfigursporträtt av geheimerådet Nils Julius Lewenhaupt till häst i Bayreuth, Tyskland. 